# Maria Valente
Maria Valente (* 1897 als Maria Siri; † 1977) war eine italienische Artistin, Sängerin sowie ein bekannter weiblicher Musikclown. Sie war die Mutter von Caterina Valente und Silvio Francesco.

## Leben
Maria Valente, geborene Siri, wuchs in ärmlichen Verhältnissen in Russland auf. Ihr Vater war ein römischer Musiker, der aus einer Künstlerfamilie stammte. Während der russischen Revolution floh Valente nach Finnland, wo sie sich auf kleinen Bühnen als Sängerin und Schauspielerin durchschlug. Sie spielte 33 Instrumente, sprach zahlreiche Sprachen fließend und konnte durch ihre Kunst und ihren Humor das Publikum stundenlang als Alleinunterhalterin fesseln.
Bei einem dieser Auftritte traf sie auf ihren späteren Mann, den Artisten und Akkordeonvirtuosen Giuseppe Valente (1891–1957). Die beiden heirateten, lebten aber weiterhin in großer Armut. Mit seinen zwei Kindern zog das Paar nach Italien. Dort wurden erstmals Varietébühnen auf die junge Frau aufmerksam und verhalfen ihr zu ersten Engagements. Auftritte rund um den Globus folgten. Auch ihre Kinder mussten schon früh bei den Bühnenprogrammen mitwirken.
Nach den Wirren des Krieges, Gefangenschaft in Breslau und der Deportation nach Russland zog die Familie Valente nach Paris. Das Schicksal der Artistenfamilie besserte sich, als dort Caterina, eines der inzwischen vier Kinder Nina (*1922–?), Pietro (1924–2011), Silvio (1927–2000) und Caterina (1931–2024), erste Erfolge als Sängerin in Pariser Nachtlokalen hatte. 1952 heiratete Caterina und verfolgte ihre eigene Karriere. Marias Sohn Silvio Francesco Valente war ebenfalls im Showbusiness tätig. Pietro und Nina Valente waren in der Valente-Truppe tätig, Pietro auch als Solomusiker, aber nicht so prominent wie seine beiden Geschwister Caterina und Silvio. Nina war nie solo tätig im Showbusiness.
Maria Valente und ihr Gatte sind auf dem Münchner Nordfriedhof begraben.